# Farnese

En senare mer utarbetad vapensköld med bland annat en enhörning som stegrar sig.

Farnese var en furstlig ätt, som från mitten av 1400-talet och ett par hundra år framåt, hade en framträdande roll i Italiens politiska liv. Släkten härstammade från Orvietotrakten och kan spåras bakåt till 1100-talet. I Orvieto stod slottet Farneto, som familjenamnet kommer från. Medlemmar av ätten var statsmän, kondottiärer och höga ämbetsmän inom katolska kyrkan. Ätten innehade det autonoma hertigdömet Parma från mitten av 1500-talet. Elisabet Farnese, drottning av Spanien, var den sista av huset Farnese.
Bland släktens medlemmar märks:
- Alessandro Farnese (1468–1549), vald till påve 1534 med namnet Paulus III. Han hade 1517 låtit påbörja Palazzo Farnese i Rom
- Giulia Farnese (1475–1524), concubina papae eller påve Alexander VI:s egen kurtisan, syster till påven Paulus III och kvinnlig länsherre i Carbognano
- Pierluigi Farnese (1502–1547), hertig av hertigdömet Parma och son till påven Paulus III
- Alessandro Farnese (kardinal) (1520–1589), föregåendes son
- Ottavio Farnese (1521–1586), bror till föregående
- Ranuccio Farnese (1530–1565), kardinal och bror till föregående
- Alessandro Farnese (1545–1592), hertig av hertigdömet Parma och Piacenza, ståthållare i Spanska Nederländerna, son till Ottavio Farnese
- Ranuccio I Farnese (1569–1622), hertig av Parma, föregåendes son
- Odoardo Farnese av Parma (1612–1646), hertig av hertigdömet Parma, föregåendes son
- Ranuccio II Farnese (1630–1694), hertig av hertigdömet Parma och Piacenza, föregåendes son
- Alessandro Farnese (1635–1689), även benämnd Alessandro di Odoardo, ståthållare i Spanska Nederländerna, föregåendes bror
- Odoardo II Farnese (1666–1693), tronarvinge till Ranuccio II Farnese
- Francesco Farnese (hertig av Parma) (1678–1727), föregåendes bror och tronarvinge efter dennes för tidiga bortgång
- Elisabet Farnese (1692–1766), spansk drottning, dotter till Odoardo II Farnese